# Kia Cerato

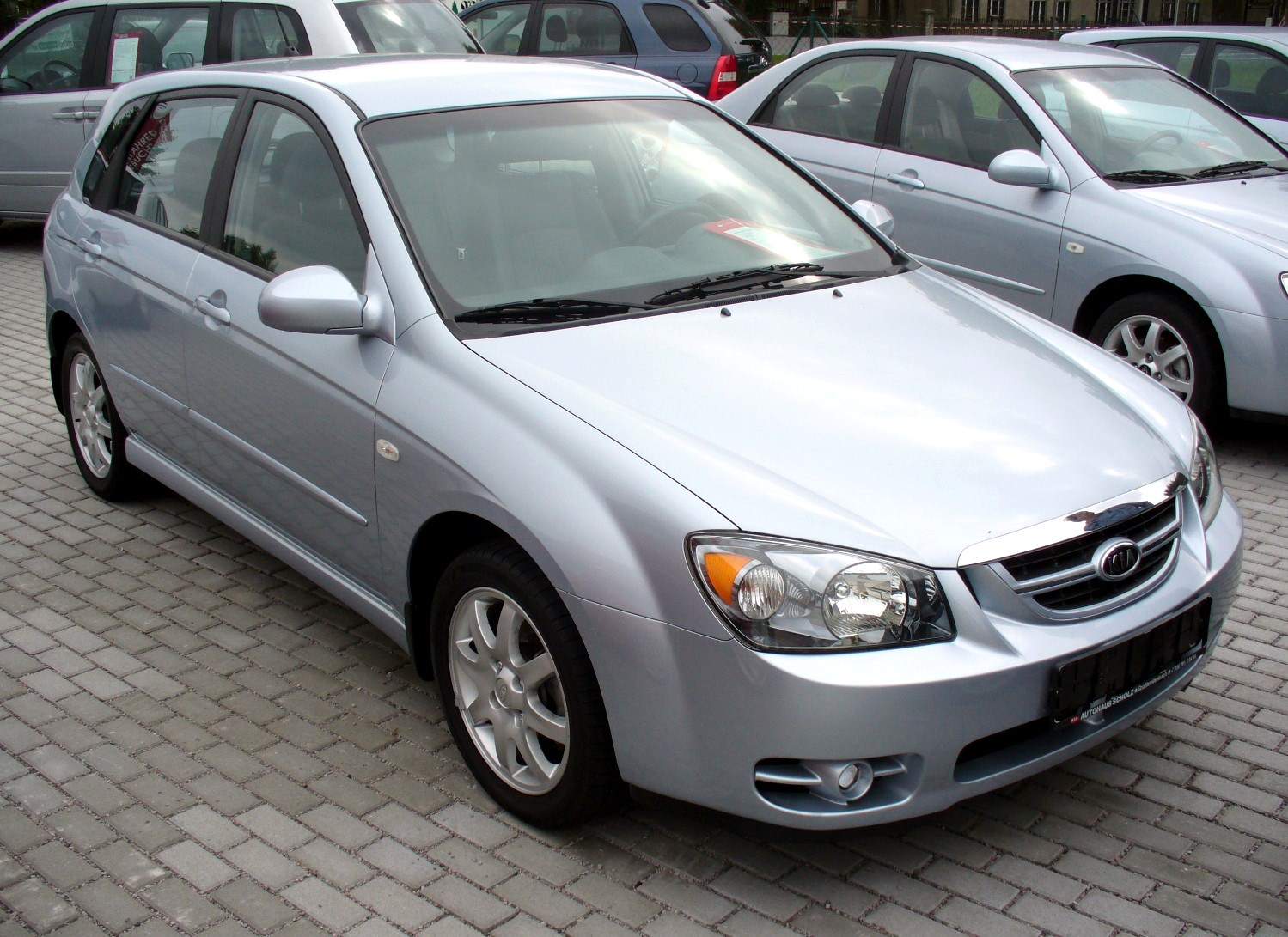
Kia Cerato

Kia Cerato är en modell i golfklassen (mindre mellanklassen) som presenterades 2005 och ersatte då Shuma/Sephia-modellen. På vissa marknader kallas den även för Kia Spectra och tillverkas i Sydkorea, samt på licens i Kina. 
Två karossalternativ står till buds; en femdörrars halvkombi och en fyradörrars sedan och dessa kan sedan kombineras med fyra olika motorer på mellan 1,6 och 2,0 liters slagvolym. I Sverige har modellen inte blivit någon försäljningsframgång, vilket kan bero på att den något mindre och betydligt billigare Kia Rio stjäl eventuella marknadsandelar. År 2008 ersattes Cerato av Kia Forte, som på vissa marknader kallas Kia Cerato Forte. Kia Forte säljs dock inte i Europa, där Cerato istället ersattes av den något mindre cee'd. 